# Larry Wolff
Lawrence Wolff (* 1957), známý jako Larry Wolff, je americký historik a vysokoškolský pedagog.
Získal doktorát na Stanfordově univerzitě v roce 1984. V letech 1986 až 2006 vyučoval evropské dějiny na Boston College a napsal řadu článků pro Boston College Magazine.
Působí jako profesor na Katedře historie New York University, je ředitelem Centra pro evropská a středomořská studia (Center for European and Mediterranean Studies).
Jako historik se věnuje dějinám Východní Evropy, Polska, Habsburské monarchie, osvícenství a dějinám dětství, a to z hlediska myšlenkového a kulturního. Zajímá se o problémy týkající se Východu a Západu v Evropě, ať již jde o Vatikán a Polsko, o Benátky a Slovany, nebo o Vídeň a Halič. Rozvinul teorii, že Východní Evropa byla „vynalezena“ v 18. století filosofy a stoupenci osvícenství, kteří přisuzovali smysl předpokládanému rozdělení Evropy na vzájemně se doplňující oblasti, Západní a Východní Evropu. Jeho výzkumy v oblasti dějin dětství zahrnují projekty ohledně týrání a zneužívání dětí ve Freudově Vídni a v Casanovově Benátkách.
Kromě jiných ocenění získal roku 2002 grant „Guggenheim Fellowship“ a roku 2003 byl zvolen do Americké akademie věd a umění.